# John Meurig Thomas
Sir John Meurig Thomas (Llanelli, 15 dicembre 1932 – 13 novembre 2020) è stato un chimico, storico della scienza e ricercatore britannico, noto per i suoi lavori sulla catalisi eterogenea, la chimica dello stato solido e la scienza dei materiali..
È stato uno dei fondatori della chimica dello stato solido, sin dai suoi studi condotti presso l'Università del Galles, a Bangor, nel 1958, riguardo ai vari modi in cui le dislocazioni influenzano le proprietà chimiche, elettroniche ed eccitoniche di una gamma di solidi. Fu uno dei primi a sfruttare la microscopia elettronica come strumento chimico, in particolare per dedurre le reattività del sito attivo dalla topografia superficiale di molti minerali e idrati di cristallo. Ad Aberystwyth, dal 1969 al 1978, ha determinato con maggiore precisione la chimica superficiale di diamanti, minerali argillosi, metalli e intercalati attraverso la spettroscopia di fotoelettroni a raggi X e UV. I suoi studi hanno inoltre dato il via all'ingegneria dei cristalli di molecole organiche. Come direttore di chimica fisica a Cambridge (1978-1986), usò NMR ad angolo magico e microscopia elettronica ad alta risoluzione per caratterizzare e determinare le strutture di zeoliti e altri catalizzatori nanoporosi. Come Fullerian Professor e Director of the Royal Institution and of the Davy Faraday Research Laboratory, ha utilizzato la radiazione di sincrotrone per caratterizzare,in situ, nuovi catalizzatori progettati per la chimica verde e la tecnologia pulita.
Ha ricevuto numerosi riconoscimenti nazionali e internazionali; e, per il suo contributo alla geochimica, il minerale meurigite venne così denominato in suo onore. Era Master of Peterhouse all'Università di Cambridge (1993–2002), e fu nominato cavaliere nel 1991 "per i suoi servizi alla chimica e alla divulgazione della scienza".
Ha scritto oltre 1200 articoli scientifici e numerosi libri, tra cui Michael Faraday and the Royal Institution: The Genius of Man and Place (1991), Principles and Practice of Heterogeneous Catalysis (con W. John Thomas, 1997, 2014), and Design and Applications of Single-Site Heterogeneous Catalysts: Contributions to Green Chemistry, Clean Technology and Sustainability (2012).

## Vita e formazione
Thomas nacque e crebbe nella Gwendraeth Valley, nel Carmarthenshire, in Galles, vicino alla città mineraria di Llanelli, dove suo padre e suo fratello lavoravano come minatori.
Thomas si laureò presso l'University College of Wales, Swansea (in seguito Swansea University) nel 1954, conseguendo poi un dottorato di ricerca presso il Queen Mary College (in seguito Queen Mary University di Londra) nel 1958, lavorando con Keble W. Sykes.

## Vita privata
Nel 1959, Thomas ha sposato Margaret Edwards con la quale ebbe due figlie, Lisa e Naomi. Margaret Thomas è morta nel 2002.
Nell'aprile 2010, Thomas ha sposato Jehane Ragai dell'Università Americana del Cairo; le celebrazioni si sono svolte a Cambridge e Londra.
I passatempi che elenca in Who's Who includono civiltà antiche, birdwatching e letteratura gallese.

## All'inizio della carriera
Dopo un anno di lavoro presso l'United Kingdom Atomic Energy Authority come ufficiale scientifico (1957-1958), Thomas entrò a far parte del Dipartimento di Chimica presso l'University College del Galles del Nord (in seguito Bangor University) dal settembre 1958, scalando i ranghi da Assistant Lecturer (1958), a Lecturer (1959), a Senior Lecturer (1964) e poi a Reader nel 1965.  Thomas ha dimostrato la profonda influenza delle dislocazioni e di altre imperfezioni strutturali sulle proprietà chimiche, elettroniche e superficiali dei solidi.
Nel 1969 Thomas divenne professore e direttore di chimica presso l'University College of Wales, Aberystwyth, dove ampliò i suoi interessi in chimica dello stato solido, delle superfici e dei materiali e fu pioniere di nuove tecniche per l'applicazione della microscopia elettronica in chimica. Nel 1977 è stato eletto membro della Royal Society.
Nel 1978, Thomas succedette a Jack Linnett come Capo del Dipartimento di Chimica Fisica dell'Università di Cambridge (allora un dipartimento separato dal Dipartimento di Chimica, che copriva Chimica Organica, Inorganica e Teorica). È anche diventato professore associato al King's College di Cambridge, ricoprendo entrambe le posizioni fino al 1986.
Thomas ha continuato a sviluppare nuove tecniche nella scienza dei materiali e allo stato solido e a progettare e sintetizzare nuovi catalizzatori. Ad esempio, ha esteso i suoi precedenti studi al microscopio elettronico e superficiale di minerali e intercalati per comprendere la sintesi e la determinazione strutturale dei materiali zeolitici mediante una combinazione di NMR a stato solido, scattering di neutroni, e imaging dello spazio reale. and real-space imaging.

## Direttore della Royal Institution
Nel 1986, Thomas succedette a Sir George Porter come direttore della Royal Institution of Great Britain, a Londra. In quegli anni, Thomas iniziò a usare la radiazione di sincrotrone e le tecniche inventate che combinano la spettroscopia a raggi X e la diffrazione dei raggi X ad alta risoluzione per determinare la struttura atomica dei siti attivi dei catalizzatori solidi. Ha anche ideato nuovi catalizzatori di setacci mesoporosi, microporosi, e molecolari.
Nel 1991, Thomas rassegnò le dimissioni da direttore della Royal Institution e del Davy Faraday Research Laboratory, cui succederà Peter Day.

## Rientro a Cambridge
Dopo un periodo come vicecancelliere all'Università del Galles (1991-1994), Thomas tornò a Cambridge nel 1993 come Master of Peterhouse, il più antico college dell'università. Fu il primo scienziato a ricoprire la carica.
Nel 1997 Thomas è stato coautore del testo Principles and Practice of Heterogeneous Catalysis con W. John Thomas. Nel 1999 John Meurig Thomas è stato eletto membro onorario della Royal Academy of Engineering per i suoi studi che "hanno profondamente arricchito la base scientifica della catalisi eterogenea portando così allo sfruttamento commerciale delle zeoliti attraverso processi ingegneristici".
Thomas è autore di una trentina di brevetti, alcuni dei quali hanno reso i processi chimici più ecologici eliminando l'uso di solventi e riducendo il numero di fasi di produzione coinvolte. La sintesi catalitica a singolo passaggio, priva di solventi, di acetato di etile da lui inventata è alla base di un impianto in grado di produrre 200.000 tonnellate l'anno nel Regno Unito, il più grande del suo genere al mondo Recentemente ha ideato processi a singolo passaggio, senza solventi, per la produzione di caprolattame (la materia prima per il nylon-6) e la vitamina B3.
Nel 2002, Thomas dimise dalla carica di Maestro di Peterhouse. È diventato in seguito professore onorario di Scienza dei materiali all'Università di Cambridge e professore emerito di chimica presso il Davy Faraday Research Laboratory della Royal Institution. Ha continuato ad essere attivo nella ricerca presso il laboratorio di Davy Faraday fino al 2006.

## Opere di Thomas
- (EN)  Introduction to the Principles of Heterogeneous Catalysis, 1967, Academic Press. (With W.J. Thomas).
- (EN)  Selections and Reflections: The Legacy of Sir Lawrence Bragg, 1990, Science Reviews. (With Lord David Phillips, editors).
- (EN)  Michael Faraday and the Royal Institution: The Genius of Man and Place, 1991, Institute of Physics Publishing.
- (EN)  Perspectives in Catalysis, 1992, Blackwells. (With K.I. Zamaraev, editors).
- (EN)  Principles and Practice of Heterogeneous Catalysis, 1997, Wiley. (With W.J. Thomas).
- (EN)  4D Electron Microscopy: Imaging in Space and Time, 2010, Imperial College Press. (With A.H. Zewail).
- (EN)  Design and Applications of Single-Site Heterogeneous Catalysts: Contributions to Green Chemistry, Clean Technology and Sustainability, 2012, Imperial College Press.